# تراث شعبي تركي

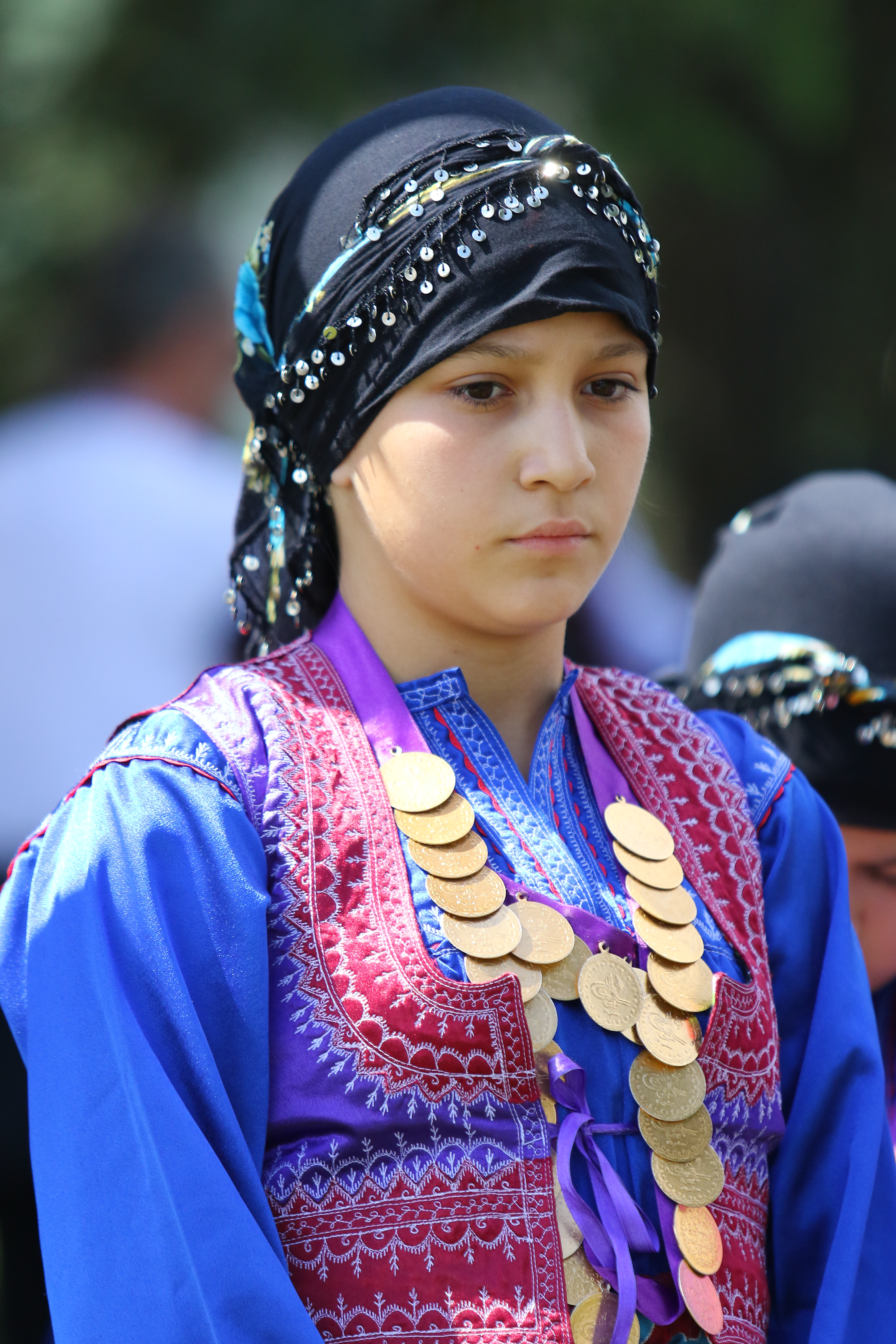
فتاة باللباس التركي التقليدي

التراث الشعبي التركي هو مجموعة تراث الفنون القديمة والقصص والحكايات الشعبية التي كانت موجودة في الدولة التركية القديمة . وتم نقل المعرفة المتعلقة بالفلكلور من جيل إلى جيل عن طريق الرواية الشفهية أو المكتوبة.

## التراث الشفهي التركي

### اللغة التركية
هي أكثر لغات الترك انتشارًا وأكثرها تحدثًا، إذ أنها تعتبر اللغة الأم لقرابة 83 مليون نسمة.
ترجع جذور اللغة التركية إلى آسيا الوسطى، حيث عُثر على نقوش ومخطوطات كُتبت بهذه اللغة وقُدّر عمرها بحوالي 1,300 سنة. انتشرت اللغة التركية وتوسع نطاقها غربًا وارتفع عدد متحدثيها مع اتساع رقعة الدولة العثمانية.

### الأدب التركي
هو النصوص الأدبية والكتابية التي كُتبت باللغة التركية الحديثة.
يمتد تاريخ الأدب التركي (الأناضولي) قبل 1500 عام تقريباً. ونجد أن أقدم الكتابات التركية المعروفة في القرن الثامن هي كتابات أورخون الموجودة في وادي نهر أورخون في وسط منغوليا.
كما أن المفردات والنصوص الأدبية التي قَبِلها الأتراك بعد دخولهم الإسلام هي تلك المتعلقة بنوع الأنساب، الفقه، وتاريخ الأنبياء، والأساطير التي بدأت بكتاب داده قورقوت في القرن الخامس عشر بالإضافة إلى الرسائل، والمناقب، والتواريخ، والملاحظات التي تعتبر أحد أشكال النثر. أما عن الأدب الشعبي التركي فهو مستمر منذ العصور القديمة ويتعلق بموضوعات العشق وأذرع التكايا. ووُجدت أشكال متعددة للأدب الشعبي وهي: الألغاز، الملاحم، الحكايات الخيالية، الأساطير، القصص، الأمثلة الشعبية، الفقرات، التعبيرات، المسرحيات. وقد وصل أدب التكايا إلى يومنا هذا عن طريق قوالب المناجاة، المولد النبوي، الإلاهيات، النعوت، والطقوس. وبعدها تطورّ الأدب الديواني إلى جانب الأدب الشعبي والذي يطلق عليه أيضاً الأدب الكلاسيكي. وبانتشار الكتابة الروائية في الغرب بدأ الاتجاه نحو التأليف والترجمة في الأدب التركي بداية من العام 1800.
الحكايات الاسطورية في الادب التركي: عرف الأدب التركي الأسطورة منذ زمن والتي استخدم في مقابلها القصة، والملحمة، والحكاية، والأمثلة، والقضايا، والأسطورة في النصوص القديمة وفي تعبيرات اللغة التركية القديمة.
بعض مصادر الحكايات الأسطورية مكتوبة وبعضها الآخر شفهية. وتصنف مصادر الأساطير التركية المكتوبة على النحو التالي:
- مصادر من الأويغور: الشق الذهبي، حكاية نمر مع ثلاثة أمراء، حكاية الأمير قاينام قارا وبابام قارا.
- مصادر من الهند: كليلة ودمنة، توتي نامه، مشاورة ربيع.
- مصادر من العرب والفرس: سمباد نامه، ألف ليلة وليلة، حكاية الألف يوم.
- مصادر من الغرب: حكايات لافونتين، حكايات إيسوب والأخوان غريم.
- مصادر من الترك: حكايات بن سينا، ملحمة أحمد الحرامي، مجموع المتاحف.

### حكايات كيلوغلان
من التراث التركي (بالتركية: Keloğlan) أو الفتى الأصلع تحكي عن فتى أصلع كسول توفي والده وبعد أن حس بالذنب لكسله لأن امه كبيرة في السن قرر أن يذهب للبلدة ليحصل على عمل في طريقه قابل عملاق واكتشف انه يستطيع ان يكلم الحيوانات والعمالقة فأصبح صديق اينرو وأحداثه تكون مساعدته للحيوان ورد الحيوان للجميل فيحين وقوع كيلوغلان في مشكلة.

### نيني خاتون
(1857 – 22 مايو 1955) كانت بطلة شعبية تركية عُرفت بسالتها في قتال الجنود الروس في ساحة المعركة بعد الاستيلاء على حصن العزيزية في مقاطعة أرضروم من القوات الروسية في بداية الحرب الروسية التركية التي وقعت في الفترة ما بين 1877–18788.

## التراث اليدوي التركي

### السجاد التركي
هو مصطلح يطلق على الأبسطة والسجاد المنسوج على يد العرقيات المختلفة التي سكنت الأناضول والمناطق القريبة منه التي كانت تحت سلطة الدولة العثمانية. نسج السجاد التركي لتغطية الحوائط والأرضيات، وتتم صناعته للاستخدام المنزلي أو للبيع محليًا أو لتصديره. يتشارك السجاد التركي والكليم كونهما جزءًا أساسيًا من الثقافة الإقليمية، ورغم أنه يعرف اليوم بالسجاد التركي، إلا أنه في الواقع من إنتاج أعراق متعددة.
يعد نسج السجاد من الفنون التقليدية التي يعود تاريخها إلى عصور ما قبل الإسلام. خلال تاريخه الطويل، دمج فن وحرفة السجاد المنسوج بين ثقافات مختلفة، حيث دمج بين التصميم البيزنطي والترك المهاجر من آسيا الوسطى، والأرمني والقوقازي والكردي. ومع دخول الإسلام وتطوّر الفن الإسلامي، تأثر تصميم السجاد التركي بالفن الإسلامي. تعكس تصاميم وزخارف السجاد التركي التاريخ السياسي والعرقي والتنوع في منطقة آسيا الصغرى. ومع ذلك، فشلت المحاولات العلمية حتى الآن، في تمييز تصاميمه بحسب العرق أو المنطقة أو حتى بين الأنماط الحضرية والبدوية.

### فن العمارة العثمانية
الهندسة والتصميم المعماري المُميّز للإمبراطورية العثمانية، وظهر هذا الطراز في مدينتي بورصة وأدرنة في القرنين الرابع عشر والخامس عشر. طورت من العمارة السلجوقية السابقةِ وتُأثّرتْ بالعمارة الإيرانية، وإلى أكبر مدى تأثرت بالهندسة العمارة البيزنطية، بالإضافة إلى تقاليد المماليك الإسلامية بعد فتح العثمانيين لتقريباً 5000 سنة. الأعمال البيزنطيةِ المعمارية مثل كنيسة آية صوفيا أُخذت كنماذج للعديد من المساجد العُثمانية. الهندسة المعمارية العُثمانية وُصِفت كتجانس التقاليد المعمارية للبحر الأبيض المتوسط والشرق الأوسط.
أتقن العثمانيون تقنيةَ فراغاتِ البناء الواسعةِ الداخليةِ التي انحصرت بالقبب الهائلةِ لحد الآن عديمة الوزنِ على ما يبدو والتي تنجز انسجام مثالي بين الفراغات الداخلية والخارجية بالإضافة إلى الضوء والظلِّ الموضوع. الهندسة المعمارية الدينية الإسلامية التي حتى ذلك الحين شملت البنايات البسيطة بالزينة الشاملة، حوّلت من قبل العثمانيين من خلال مفردات معمارية ديناميكية مثل المدافن والقبب.
ومع تأسيس الدولة العثمانية، خلال السنوات 1300-1453 تشكل الفترة العثمانية المبكرة أو الأولى في الهندسة المعمارية، الفن العثماني عندما كان في البحث عن أفكار جديدة. وشهدت هذه الفترة ثلاثة أنواع من المساجد : المستويات والمساجد والقباب واحد subline الزاوية. وأوزبك مسجد حاجي (1333) في إزنيق، أول مركز مهم من الفن العثماني، هو المثال الأول لمسجد واحد ذي القبة العثمانية.

## التراث الثقافي التركي

### ثقافة تركيا
يجمع بين مجموعة متنوعة وغير متجانسة إلى حد كبير من العناصر التي هي مشتقة من الدولة العثمانية وأوروبا والشرق الأوسط والتقاليد في آسيا الوسطى. تركيا سابق مكانتها باعتبارها إمبراطورية متعددة الأعراق والتي، بحكم الواقع حتى ضياع ليبيا إلى مملكة إيطاليا في عام 1912 (وبحكم القانون حتى الخسارة الرسمية في مصر والسودان إلىالإمبراطورية البريطانية في عام 1914، نتيجة لقرار الحكومة العثمانية للانضمام إلى الحرب العالمية الأولى إلى جانب الدول الوسطى) امتدت ثلاث قارات : أوروبا وآسيا وإفريقيا. الجمهورية الحالي لتركيا، والتي نجحت الدولة العثمانية في عام 1923، لا تزال دولة تمتد عبر القارات أوروبا وآسيا.2- الشعب التركي
شهد تغيرات عميقة الثقافة التركية خلال القرن الماضي. اليوم، قد تكون تركيا هي البلد الوحيد الذي يحتوي على كل المدقع الشرقية والثقافة الغربية (جنبا إلى جنب مع العديد من التنازلات واندماج بين الاثنين). كان النظام العثماني دولة متعددة الأعراق التي مكنت الناس في داخلها لا تختلط مع بعضها البعض، وبالتالي الاحتفاظ منفصلة الهويات العرقية والدينية داخل الإمبراطورية (ولو مع المهيمنة التركية وجنوب الطبقة الحاكمة الأوروبي). بعد سقوط الإمبراطورية بعد الحرب العالمية تكييفها الأول للجمهورية التركية النهج الوحدوي، الأمر الذي اضطر كل الثقافات المختلفة داخل حدودها، لتختلط مع بعضها البعض وذلك بهدف إنتاج «التركية» الهوية الوطنية والثقافية. هذا الخلط، وبدلا من إنتاج التجانس الثقافي، أسفرت بدلا من ذلك في ظلال من الرمادي والعديد من الثقافات التقليدية للمسلم من الاناضول اصطدمت مع (أو فرضت عليهم) والحداثة عالمية من إسطنبول وعلى نطاق أوسع الغربية. وهكذا، والثقافة التركية في العديد من الطرق التي تمثل سلسلة متصلة الجسور الماضي والحاضر.

### المسرح التركي
شعب الترك ككل شعوب الأرض ظل يعيش المسرح فيما بينهم حتى اليوم، حسب ما ورثوه من مسرح شفهي غير مكتوب. وقد خضع المسرح لمقاييس مختلفة لشعوب متباينة، وعرف الترك المسرح المكتوب خلال القرن ال19. وحاول كتاب المسرح في السنوات الأولى من عهد الجمهورية إعطاء تناقضات روحية حول التغيير عن الأفكار القيمة والتحول عنها، والاهتمام بقضايا المجتمع، والوقوف على الأفكار والأراء التي تغرس روح القومية بداخلم متجهين أكثر نحو التاريخ التركي وأساطيره، ومن بين هذه القضايا والموضوعات الهامة تبرز وطأة التناقضات والصراعات الروحية، وحاولوا أيضاً عكس الحالة النفسية لدى بعض الناس في هذه المسرحيات والتي كتبت بمزاج حزين ومأساوي وعبر عنها بكلام شعري مقدم بإثارة وكلمات حساسة ذات أثر في النفس. ويعتبر عام 1960 هو العصر الذهبي للمسرح. وقد أعطى نجاتي جمعة بعد عام 1955 أهمية كبيرة للمسرح بجانب محسن أرطغرل الذي وضع أسس المسرح التركي المعاصر، وقام بتطويره، والذي إنتقل إلى وضع مهنة مستقلة لمؤلفو المسرح بين عامي 1995 ،1970. وقد استخدم مؤلفون مثل: مصاحب زاده جلال، تورغوت أوزقمان، عزيز نيسين تصريحات بذيئة وأسلوب فن التغريب بنسيج متهاون وخاصة في مجالات النقد السياسية والاجتماعية، وأصبح هذا النقد فظاً إلى حدٍ كبير نحو إضحاك المسرح التقليدي. واستفاد أحمد قدسي تاجر، خلدون تانر، صباح الدين قدرت، توران أوفلاز أوغلو من المسرح التركي التقليدي بهدف إثراء القضايا المطروحة على المسرح. وفي هذه الفترة شوهدت حركات تناولت من جديد المؤلفات القديمة بهدف عرضها على جمهور المسرح. وهناك بين مؤلفوا المسرح أيضاً: جاهد أتاي، مراد خان مونجان، هدايت ساين، الذين أحضروا إلى اللغة والأدب مشاكل القرى. وأخذ صلاح الدين باتو موضوعات من الأساطير اليونانية، وقد أتى كلاً من: أحمد مهيب ديراناس، صباح الدين قدرت، مليح جودت انداي، جونجور ديلمن على رأس مؤلفوا المسرح الفلسفي الذين إستجوبوا قوة ووحدة الإنسان.

### الرقص التركي
الرقصات الشعبية المؤداة في تركيا، وهي مختلفة ومتنوعة الأشكال والأنماط ويعود هذا التنوع والتعدد إلى عدة عوامل، فقد أثر موقع تركيا الجغرافي الواصل بين البلدان الأوربية وبلدان الشرق الأوسط بالإضافة إلى حدود تركيا البحرية الثلاث في جعلها مركزا تجاريا هاما، مما ساهم في تعدد وتنوع ثقافاتها فبالإضافة إلى ثقافتها الأصلية فقد اكتسبت على مر العصور الكثير من الثقافات الأخرى التي كانت على احتكاك معها وقد انعكس ذلك في كثير من نواحي ثقافتها وكان الرقص من إحداها.
يسيطر على فلكلور الرقص التركي الأسلوب العثماني إلا أن الرقص عندهم له أشكال وأنواع متعددة، ولعل أهم الرقصات التركية هي الرقصات الشعبية التي يصطف فيها الناس على رتل واحد لتظهر هذه الرقصات مشابهة جدا لرقصات الدبكة في بلاد الشام مثلا. ويمكن تقسيم الرقص التركي إلى ثلاثة مدارس أو أنماط بشكل رئيسي وذلك بحسب تأثر التقاليد بالثقافات الأخرى:
- النمط التركي - الأوربي ويسمى تراكيا وذلك في المناطق التركية المحاذية للبلدان الأوربية والتي تأثرت بالثقافة الأوربية.
- النمط التركي - المرمري ويسمى مار مارا وذلك في المناطق المطلة على بحر مرمرة.
- وثالثا نمط الكارادينيز وهو أسلوب الرقص المنتشر في وسط شمال تركيا على الخط الموازي للبحر الأسود بالإضافة إلى أغلب مناطق هضبة الأناضول.

أنواع الرقص التركي:
البار
هذا النوع من الرقص «البار» يتم أداءه بشكل جماعي، حيث يصطف الراقصون جنبا إلى جنب بحيث تكون أيديهم موضوعة على أكتاف زملائهم وغالبا ما تؤدى في الهواء الطلق والفسحات الكبيرة. رقص البار منتشر في المحافظات التركيةالواقعة في الجزء الشرقي للأناضول وتختلف رقصات البار المخصصة للذكور عن رقصات البار المخصصة للإناث ولكن الأساس لكلا النوعين واحد، والأصل أن يترافق رقص البار مع العزف على آلتي الدافول والزورنا (الطبلة والمزمار) ولكن لاحقا تم إضافة آلة الكلارينيت للعزف المرافق لرقصات البار المخصصة للإناث، أما الميزورات الموسيقية المستخدمة في العزف لرقصات البار فهي عادة من قياس (5 لـ 8) و(9 لـ 88) وأحيانا وفي مناسبات خاصة يتم استخدام الميزورات من قياس (6 لـ 8) و(12 لـ 88).
الهالاي
هي رقصة جماعية قديمة جداً وقد تناقلها معظم بلدان الشرق الأوسط وتغيرت في كل بلد حسب الثقافة الموثرة عليه اصل هذه الرقصة هي منطقة أرمينية ومناطق شمال العراق بالاصل هي رقصة أرمينية وتناقها الاكراد وأصبحت رقصة كوردية فلكلورية ثم تناقلها بع ض الاتراك بحكم اختلاطهم بالاكراد في شرق وجنوب الشرق وللعلم فقط اصل معظم الرقصات الشعبية في الشرق الأوسط هو من أرمينيا وبعضها من بلاد فارس سابقاً
الهرون
الهورون هي رقصة شعبية تؤدى بشكل جماعي، وهي الرقصة الشعبية لسكان ساحل البحر الأسود والمناطق الداخلية التابعة له، وتختلف رقصة الهورون كثيرا عن الرقصات الشعبية التركية في المناطق الأخرى. ويعود هذا الاختلاف إلى الميزور الموسيقي المستخدم في العزف المرافق لهذه الرقصة حيث أنه يتصف بالسرعة وقياسه عادة يكون من القياس (7 لـ 16) وهذا ما يجعل الألحان سريعة الإيقاع بحيث لا تستطيع أية آلة أن تعزفها، وعادة يرافق رقص الهورون آلة الطبلةبقياسها الصغير تسمى هذه الآلة كورا باللغة التركية. أما الميزورات الموسيقية الأخرى المستخدمة في العزف فهي من قياس (2 لـ 4) و(5 لـ 8) و(9 لـ 16).
زييبيك
زييبيك هي الرقصة الشعبية الأكثر انتشارا غرب الأناضول، ويمكن أدائها بشكل إفرادي أو ثنائي وأيضا جماعي، ولها عدة تسميات فهي تسمى مثلا سيمن في الأجزاء الوسطى من الأناضول، ويستخدم عادة مع رقصة الزييبيك الميزور الموسيقي من القياس (9 لـ 8) ويعتبر هذا القياس هو القياس الأساسي لهذا النوع من الموسيقى الشعبية ولكن يمكن أن يتم عزف ألحان رقصة الزييبيك بإيقاعات مختلفة تبدأ من البطيء جدا من القياس (9 لـ 2) (9 لـ 4) (9 لـ 8) وتنتهي بالسريع من القياس (9 لـ 16). تنتشر رقصة الزييبيك من النوع السريع (9 لـ 16) في منطقة بور دور- فيثيبه وفيها تسمى الرقصة برقصة التيكا والتي تعني العنزة أما الميزور الأكثر شهرة والذي هو من القياس (9 لـ 88) فيتم الرقص عليه في منطقة الزييبيك نفسها وتسمى الرقصة هناك البنكي. الآلات الموسيقية المرافقة للرقصة هي الطبلة والمزمار وأحيانا الباغلاما وعادة ما يتم استخدام طبلتين في العزف وذلك بحيث تتولى إحدى الطبلتين عزف الإيقاع الأساسي بينما تتولى الأخرى عزف الإيقاع المرافق، أما رقصة التيكا فهل تفضل استخدام القصبة بدلا من المزمار.
الكافكاس
الكافكاس هو نوع من أنواع الرقص الشعبي ولكن المتأثرة كثيرا بثقافة منطقة القوقاز ولذا فهذا النوع من الرقص هو الأقرب إلى أنواع الرقص القوقازي منه إلى التركي.
المطبخ التركي: ورثت المطبخ التركي العثماني في التراث التي يمكن وصفها بأنها مزيج من الصقل والتركية والكردية والعربية واليونانية والأرمنية والفارسية والمأكولات. [17] المطبخ التركي كما أثرت هذه المأكولات والأطعمة الأخرى المجاورة، وكذلك المأكولات الأوروبية الغربية. تنصهر العثمانيين تقاليد الطهي عالم مختلف مع تأثيرات من المأكولات في الشرق الأوسط، جنبا إلى جنب مع العناصر التقليدية بالتركية من آسيا الوسطى مثل اللبن. الإمبراطورية العثمانية تم إنشاؤها بالفعل مجموعة واسعة من التخصصات التقنية. ويمكن ملاحظة أن مناطق مختلفة من الإمبراطورية العثمانية تحتوي على اجزاء وقطع من الأطباق العثمانية الشاسعة. [[ملفقهوة تركية]] [[ملف:راحة حلقوم]] ككل، والمطبخ التركي ليست متجانسة. جانبا من التخصصات التركية المشتركة التي يمكن العثور عليها في جميع أنحاء البلاد، وهناك أيضا مناطق محددة التخصصات. ويستند المطبخ منطقة البحر الأسود (شمال تركيا) على الذرة والأنشوجة. جنوب شرق البلاد، أورفة، غازي عنتاب وأضنة، وتشتهر والخمسين، والكباب العجين المستندة الحلويات مثل البقلاوة،. وخاصة في الأجزاء الغربية من تركيا، حيث تزرع أشجار الزيتون بوفرة، وزيت الزيتون هو النوع الرئيسي من الزيت المستخدم في الطهي. [18] والمأكولات من مناطق بحر إيجة وبحر مرمرة والبحر الأبيض المتوسط عرض الخصائص الأساسية للمطبخ البحر الأبيض المتوسط لأنها غنية في الأعشاب والخضار والسمك. وسط الأناضول تشتهر بها المعجنات التخصصات مثل، مانتي (وخصوصا من قيصري).
الرياضة في تركيا: الرياضة الوطنية التركية كانت Yağlı güreş (مزيت المصارعة) منذ العهد العثماني مرات. [8] الدولي السنوي yağlı güreş (يتأهل المصارعة) الدورة التي عقدت في البهلوان قرب أدرنة هي أقدم باستمرار على التوالي، يعاقب المنافسة الرياضية في العالم، وقد وقعت كل عام منذ 1362.
الرياضة الأكثر شعبية في تركيا لكرة القدم.
قلج قلقان (بالتركية الحديثة: Kılıçkalkan) هي رقصة تركية من رقصات السيف، نشأت في بورصة، وتمثل الفتح العثماني للمدينة. يؤدي الرجال الرقصة مرتدين زي القتال العثماني القديم، حاملين السيوف والدروع، وراقصين على صليل السيوف والدروع بلا موسيقى.
كرا گ‍وز وعيواظ (بالتركية: Karagöz ve Hacivat) هما شخصيتان في مسارح خيال الظل التركي يعود أصلهما إلى العصر العثماني وانتشرت إلى مُعظم مناطق الإمبراطورية العثمانية وخاصة في تركيا واليونان. الموضوع الرئيسي للمسرحية هي التفاعل المتناقض بين الشخصيتان الرئيسيتان. حيثُ يُمثل كراكوز الشخصية الأُمّيّة لكنه صريح، أما عواظ فيمثل الشخصية المثقفة التي تستخدم الشعر والأدب.

## الطقوس في تركيا

### الحياة الدينية في تركيا
يشكل المسلمين 96% من سكان تركيا، أما الجزء الباقي فيتكون من اليهود والمسيحيين بمختلف مذاهبهم. والجميع في البلاد يملكون حرية الدين والاعتقاد. وبموجب الدستور فإنه لا يجوز إكراه أحد على العبادة والمشاركة في الشعائر الدينية والجهر بمعتقده الديني، كما لا يجوز إدانته بسبب معتقداته الدينية، ومنعه من العبادة.
يستند الفهم الديني للأتراك على القرآن الكريم، الذي يوضح أن اختيار الدين والعقيدة هو أمر شخصي بين العبد والله تعالى، وبالتالي لا إكراه في الدين. وتبلور هذا المفهوم عند الأتراك منذ مئات السنين وتوطد جيداً في ضمائرهم ليصبح صنواناً للتسامح وكرم الضيافة بعدما نضج جيداً في أفكارهم. وتوجد حاليا في عموم تركيا 233 كنسية للمسيحيين و31 معبداً لليهود مفتوحة لأداء العبادات. وكنتيجة طبيعية لمجتمع متعدد الأديان يمكن مشاهدة المعابد الدينية لأكبر ثلاثة أديان جنباً إلى جنب في تركيا كظاهرة قلما نرى مثيلاً لها في العالم.

## قائمة المراجع
1. ↑  فلكلور